# تلحلي (يهر)

تعديل مصدري - تعديل

تلحلـي هي إحدى قرى عزلة يهر بمديرية يهر التابعة لمحافظة لحج، بلغ تعداد سكانها 274 نسمة حسب تعداد اليمن لعام 2004.